# Kingshuk Debnath
Kingshuk Debnath (sinh ngày 8 tháng 5 năm 1985) là một cầu thủ bóng đá người Ấn Độ thi đấu ở vị trí hậu vệ cho Mohun Bagan ở I-League.

## Danh hiệu

### Câu lạc bộ
Mohun Bagan
- I-League: 2014–15
- Cúp Liên đoàn: 2015–16

Atlético de Kolkata
- Indian Super League: 2014, 2016